# Lewitz

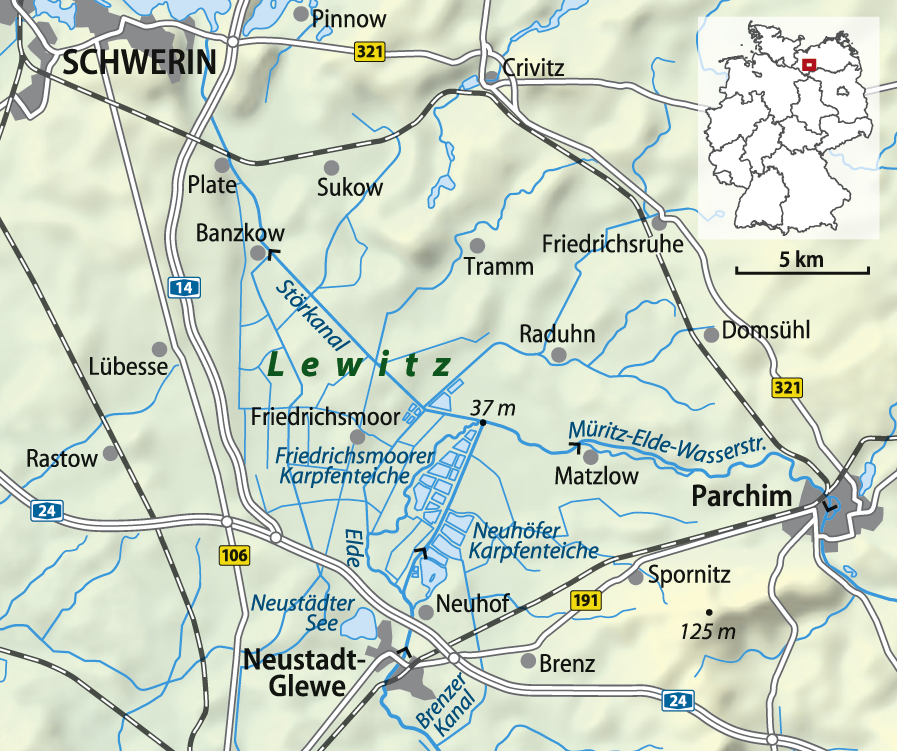
Harta regiunii Lewitz

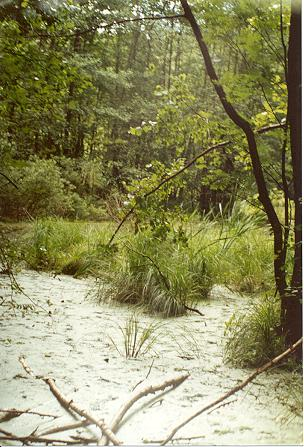
Pădure cu smârcuri din Lewitz

Lewitz este o regiune joasă de șes la sud de Schwerin în landul Mecklenburg-Vorpommern. Caracteristic regiunii sunt pădurile cu copaci bătrâni și smârcuri lăsate neatinse de mâna omului. Morfologia reliefului regiunii a rămas neschimbată după părerea experților din perioada glaciațiunilor care au avut loc în urmă cu  2,6 - 2,7 milioane de ani.